# Działka budowlana

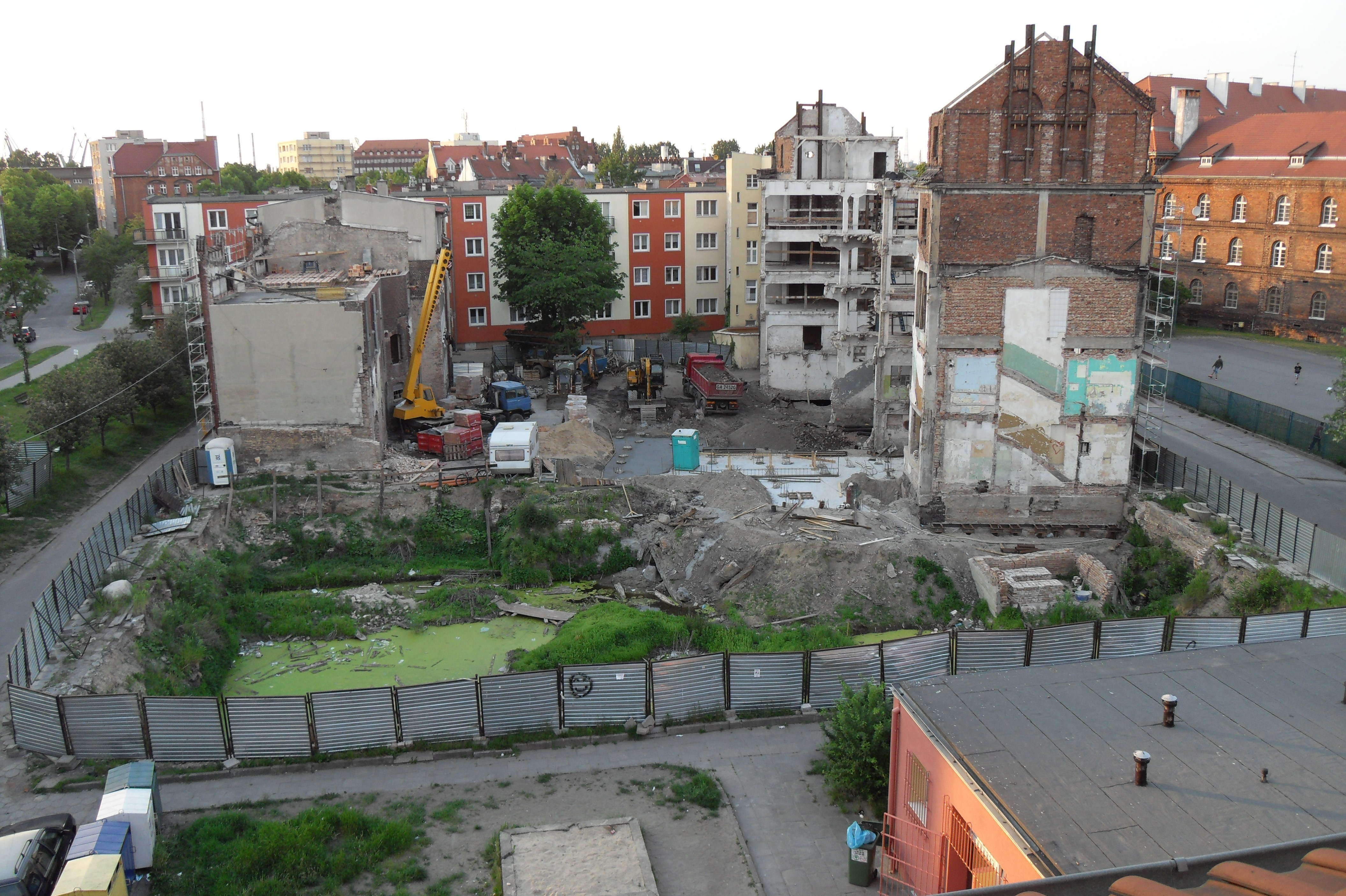
Działka budowlana

Działka budowlana – teren wytyczony pod budowę lub powstały po wyburzeniu budynku/ów. Przeznaczony na zabudowę różnego rodzaju – od domów jednorodzinnych, po osiedla mieszkaniowe, obiekty handlowe lub użyteczności publicznej. 

## Definicja
Polskie prawo budowlane nie definiuje terminu działki budowlanej, ale określa, czym jest teren budowy oraz definiuje pojęcie nieruchomości na cele budowlane. Według art. 3 pkt 10 terenem budowy określa się przestrzeń, na jakiej odbywają się roboty budowlane, włączając teren, który zajmują urządzenia stanowiące zaplecze budowy. Działka budowlana ma również swoją potoczną definicję – powszechnie określana jest jako teren, na którym właściciel ma prawo wybudować np. dom jednorodzinny, po otrzymaniu zgody odpowiednich urzędów.
Definicję działki budowlanej zawiera:
1. Ustawa o gospodarce nieruchomościami, według której przez działkę budowlaną należy rozumieć zabudowaną działkę gruntu, której wielkość, cechy geometryczne, dostęp do drogi publicznej oraz wyposażenie w urządzenia infrastruktury technicznej umożliwiają prawidłowe i racjonalne korzystanie z budynków i urządzeń położonych na tej działce[1].
2. Ustawa o planowaniu i zagospodarowaniu przestrzennym, gdzie pojęcie to oznacza: nieruchomość gruntową lub działkę gruntu, której wielkość, cechy geometryczne, dostęp do drogi publicznej oraz wyposażenie w urządzenia infrastruktury technicznej spełniają wymogi realizacji obiektów budowlanych wynikające z odrębnych przepisów i aktów prawa miejscowego[2].

Warunki techniczne, jakim powinny odpowiadać m.in. działki budowlane, zdefiniowane zostały w rozporządzeniu w sprawie warunków technicznych, jakim powinny odpowiadać budynki i ich usytuowanie.